# Шухвостов, Степан Михайлович
Степан Михайлович Шухвостов (1821—1908) — русский живописец, академик перспективной и ландшафтной живописи Императорской Академии художеств.

## Биография
Учился в Московском художественном классе (1838–1843) у В. С. Добровольского и И. Т. Дурнова. Окончил курс в Московском училище живописи и ваяния (1843–1850) у К. И. Рабуса. Представил свои работы в Императорскую Академию Художеств, и совет Академии художеств в заседании 13 сентября 1850 года принял решение удостоить Шухвостова звания неклассного художника.
В феврале 1853 года Шухвостов представил в Академию художеств написанные им три картины (два внутренних вида собора Сергиевской лавры и внутренний вид церкви Гефсиманского скита) за которые получил звание «назначенного в академики». Совет Академии предложил Шухвостову в качестве программы на получение звания академика написать «внутренность храма (из древних), по его выбору». Шухвостов выполнил задачу и 30 сентября 1855 года представил на рассмотрение совета Академии, написанный им «Внутренний вид Архангельского собора в Москве», за которую получил звание академика перспективной и ландшафтной живописи.
Жил в Москве. Член Московского общества любителей художеств (1862).
Основные произведения: «Интерьер монастырской церкви» (1852), «Внутренний вид собора Сергиевой лавры» (1853), «Внутренний вид церкви Гефсиманского скита» (1853), «Внутренний вид Архангельского собора в Кремле» (1855), «Обедня в Московском Благовещенском соборе» (1857), «Внутренний вид Алексеевской церкви Чудова монастыря в Московском Кремле» (1866), «Паперть Московского Благовещенского собора» (1867).

## Галерея

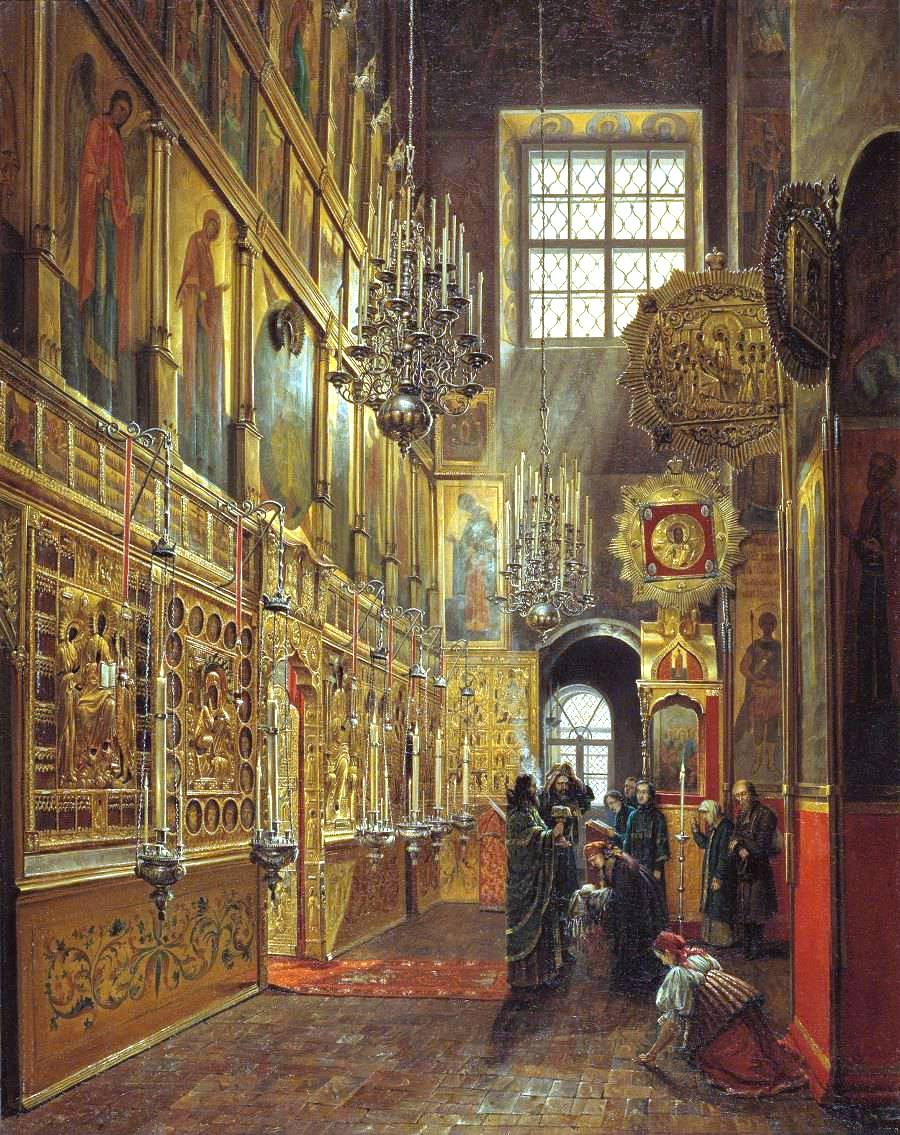
Интерьер Благовещенского собора
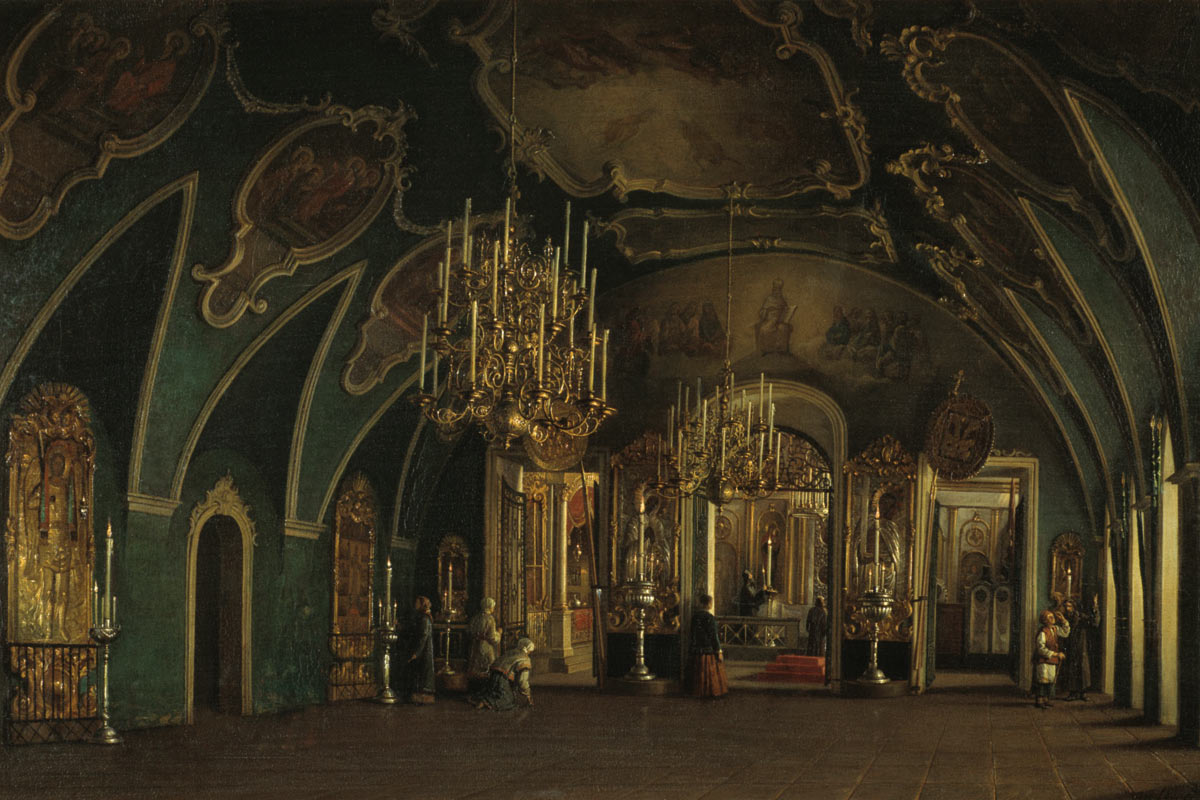
Внутренний вид Алексеевской церкви Чудова монастыря в Московском Кремле
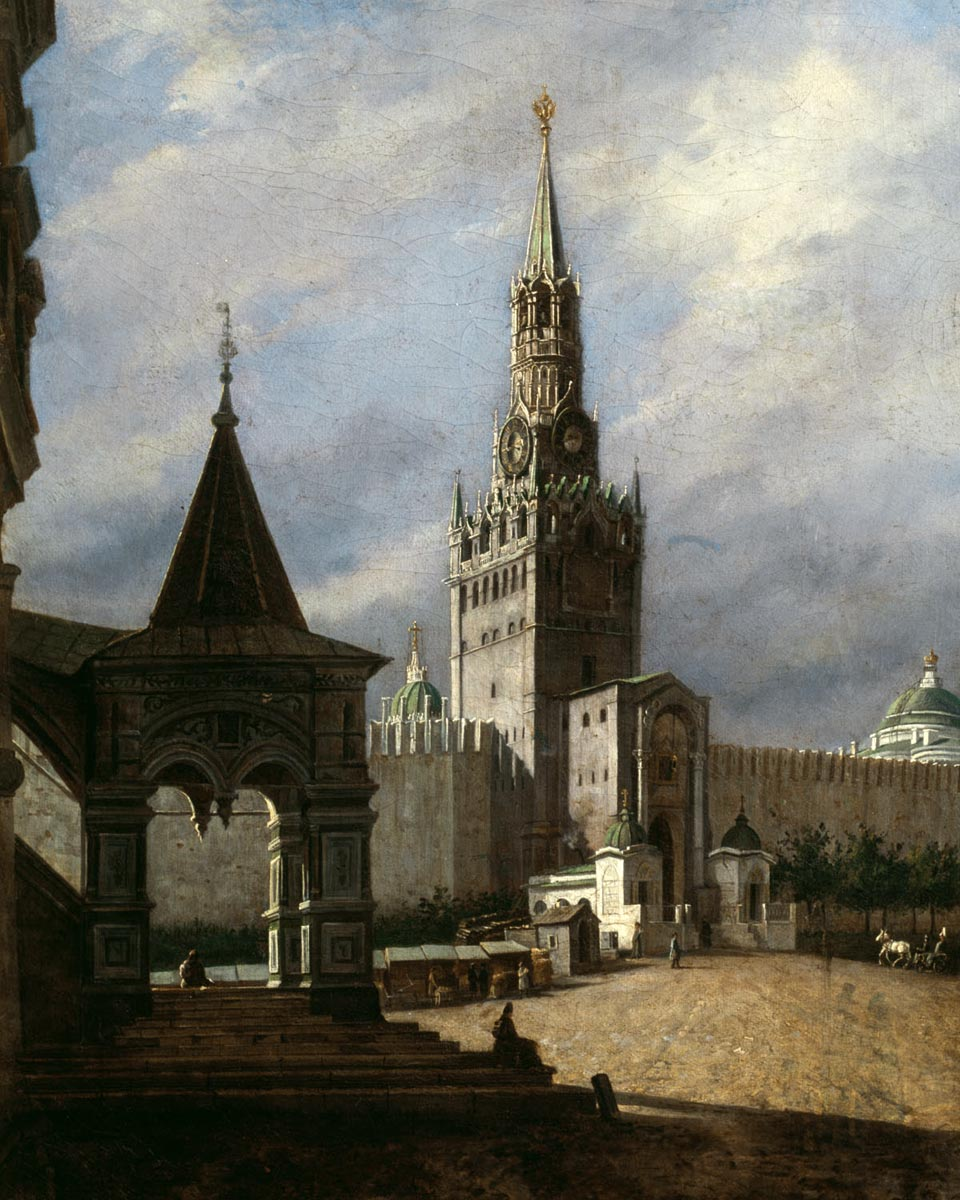
Вид на Красную площадь
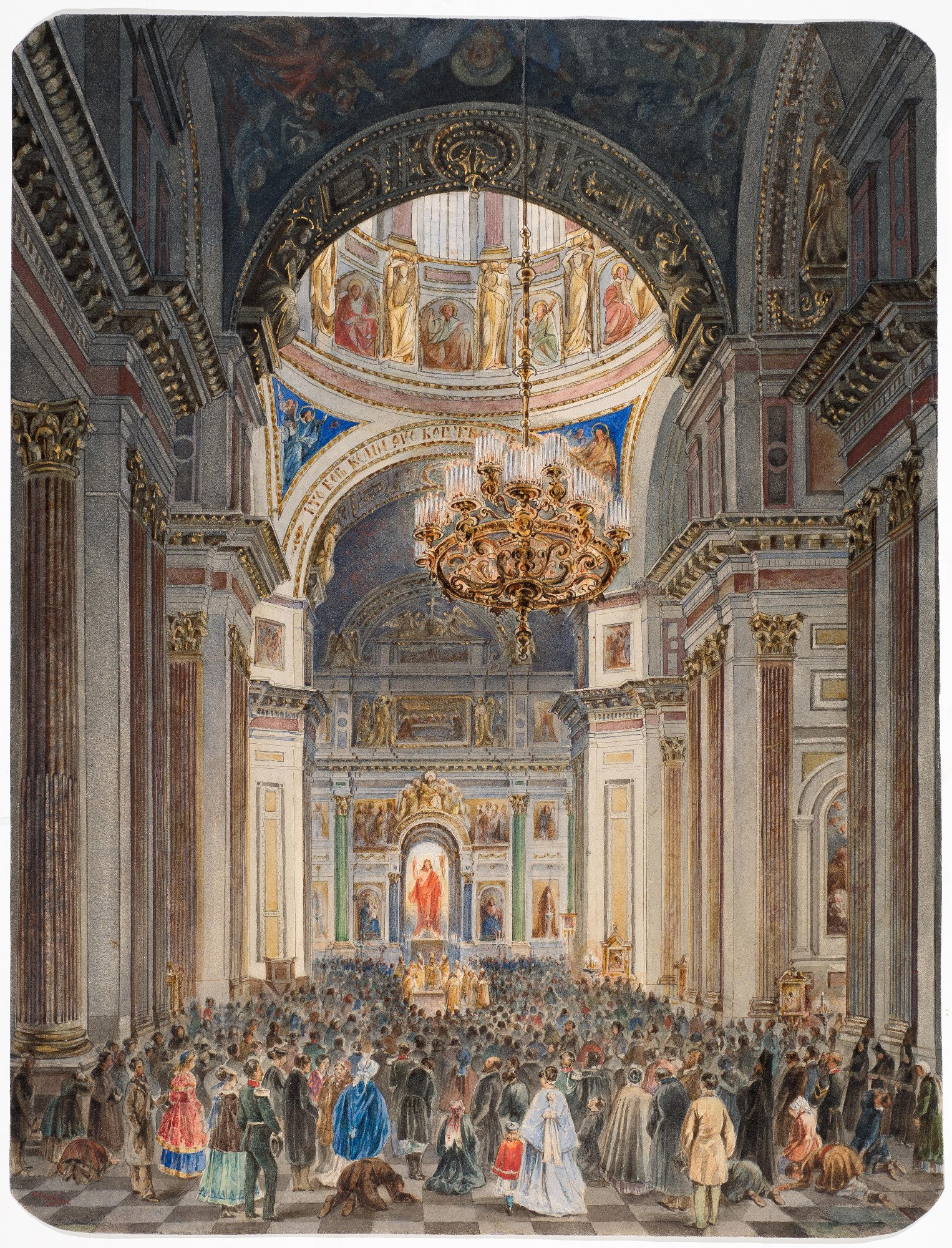
Внутренний вид Исаакиевского собора
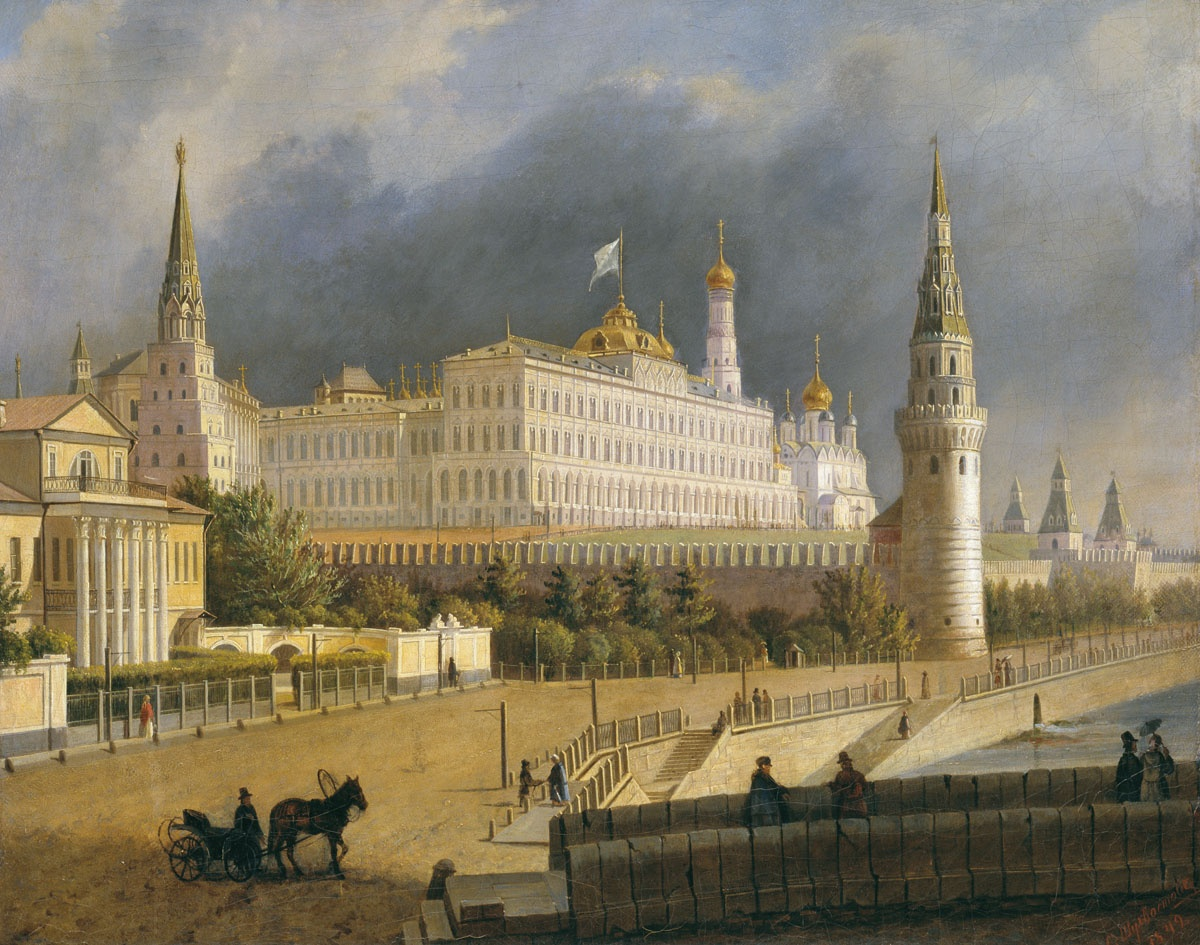
Вид Большого Кремлёвского дворца
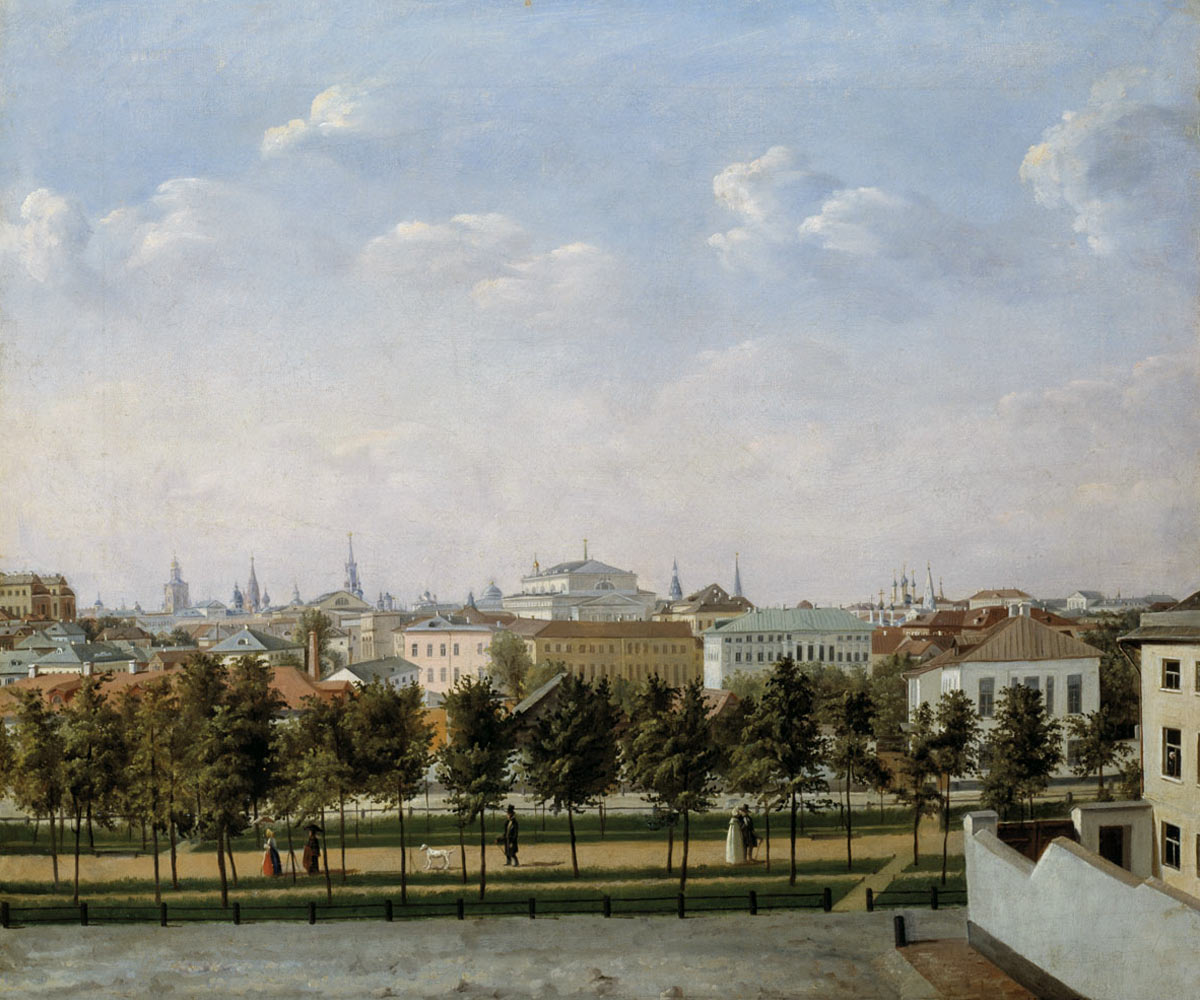
Рождественский бульвар в Москве